# Nippononeta
Nippononeta is een geslacht van spinnen uit de familie hangmatspinnen (Linyphiidae).

## Soorten
De volgende soorten zijn bij het geslacht ingedeeld:
- Nippononeta alpina Ono & Saito, 2001
- Nippononeta cheunghensis (Paik, 1978)
- Nippononeta coreana (Paik, 1991)
- Nippononeta elongata Ono & Saito, 2001
- Nippononeta embolica Tanasevitch, 2005
- Nippononeta kaiensis Ono & Saito, 2001
- Nippononeta kantonis Ono & Saito, 2001
- Nippononeta kurilensis Eskov, 1992
- Nippononeta masatakana Ono & Saito, 2001
- Nippononeta masudai Ono & Saito, 2001
- Nippononeta minuta (Oi, 1960)
- Nippononeta nodosa (Oi, 1960)
- Nippononeta obliqua (Oi, 1960)
- Nippononeta ogatai Ono & Saito, 2001
- Nippononeta okumae Ono & Saito, 2001
- Nippononeta pentagona (Oi, 1960)
- Nippononeta projecta (Oi, 1960)
- Nippononeta silvicola Ono & Saito, 2001
- Nippononeta sinica Tanasevitch, 2006
- Nippononeta subnigra Ono & Saito, 2001
- Nippononeta ungulata (Oi, 1960)
- Nippononeta xiphoidea Ono & Saito, 2001